# Kościół Matki Bożej Królowej Polski w Świdnicy
Kościół pw. Matki Bożej Królowej Polski – rzymskokatolicki kościół filialny należący do parafii św. Marcina w Świdnicy (dekanat Zielona Góra – Ducha Świętego diecezji zielonogórsko-gorzowskiej).

## Architektura
Jest to świątynia wzniesiona z kamienia i cegły jako kościół ewangelicki w stylu barokowym w latach 1794–1796. Wysoka, ośmiokątna wieża w stylu neogotyckim została wzniesiona w 1876 roku.

## Wyposażenie
Do wyposażenia budowli należą: późnobarokowy ołtarz główny razem z rzeźbami, wykonany pod koniec XVIII wieku oraz prospekt organowy w stylu neobarokowym pochodzący z 1795 roku. Organy wykonane przez Samuela Gottloba Meinerta z Wlenia to najstarszy tego typu instrument muzyczny na obszarze ziemi lubuskiej. 
Wnętrze świątyni jest ozdobione polichromowanym stropem z przedstawieniami czterech scen ilustrujących Nowy i Stary Testament, który poprzednio znajdował się w ewangelickim kościele łaski w Kożuchowie.